# Vehículo con publicidad sonora

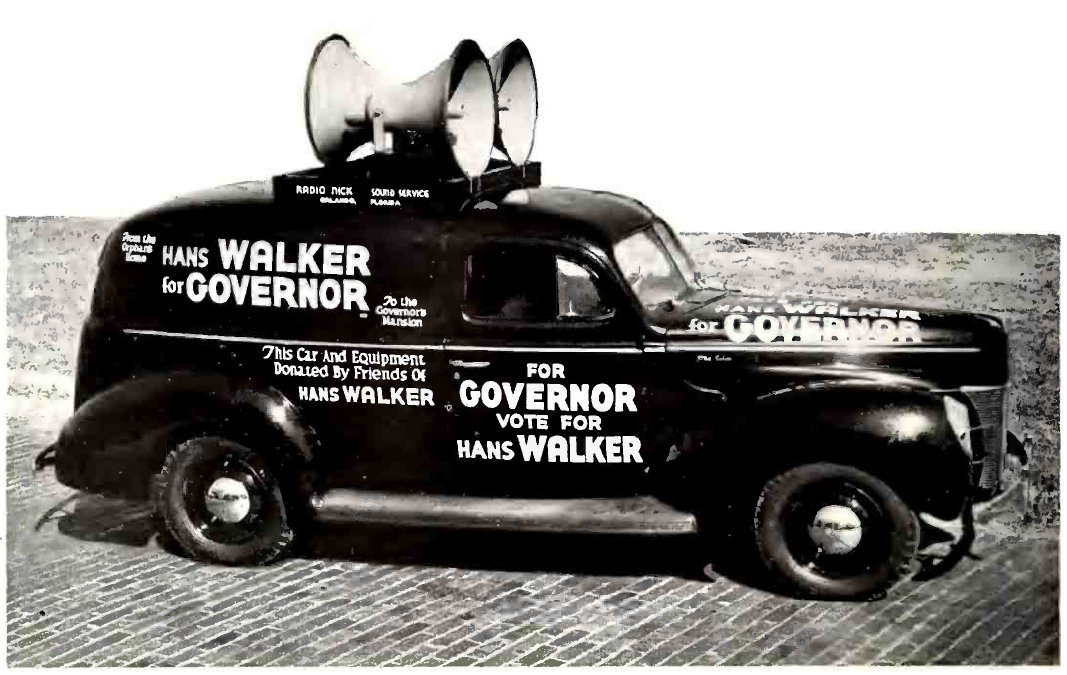
Camión publicitario para la campaña política en Florida en 1940

Un vehículo con publicidad sonora es un vehículo  equipado con altavoces orientados al exterior que es típicamente utilizado para reproducir  mensajes grabados a gran volumen mientras se está conduciendo a través de áreas residenciales. En muchos países son usados por ciertos grupos para difundir mensajes políticos, como por ejemplo para promocionar candidaturas durante las campañas electorales. En otras ocasiones, se utilizan como anuncios publicitarios y promocionales. En España son típicos los mensajes de tapiceros, afiladores y otros oficios difundidos a la población a través de altavoces móviles. 
Este tipo de vehículos son utilizados también por las autoridades de seguridad pública en situaciones de emergencia como por ejemplo, en evacuaciones para transmitir información de forma rápida a las poblaciones locales.  El uso de vehículos con altavoz de sonido para transmitir publicidad es ilegal en muchas jurisdicciones. Es legal en Portugal y normalmente utilizado durante campañas electorales por partidos políticos. También legal en Japón. Para la situación legal en los Estados Unidos ve r los casos Saia v. New York (1948) y Kovacs v. Cooper (1949). En Bagé, Rio Grande  Sul, Brasil, el nivel del sonido no puede superar los 65 decibelios.
En España, la legalidad depende de la ordenanza reguladora de la publicidad exterior establecida en cada provincia. Así encontramos cómo en Granada este tipo de publicidad no es legal salvo que cuente con autorización y en Madrid la publicidad por medio de medios sonoros está expresamente prohibida.

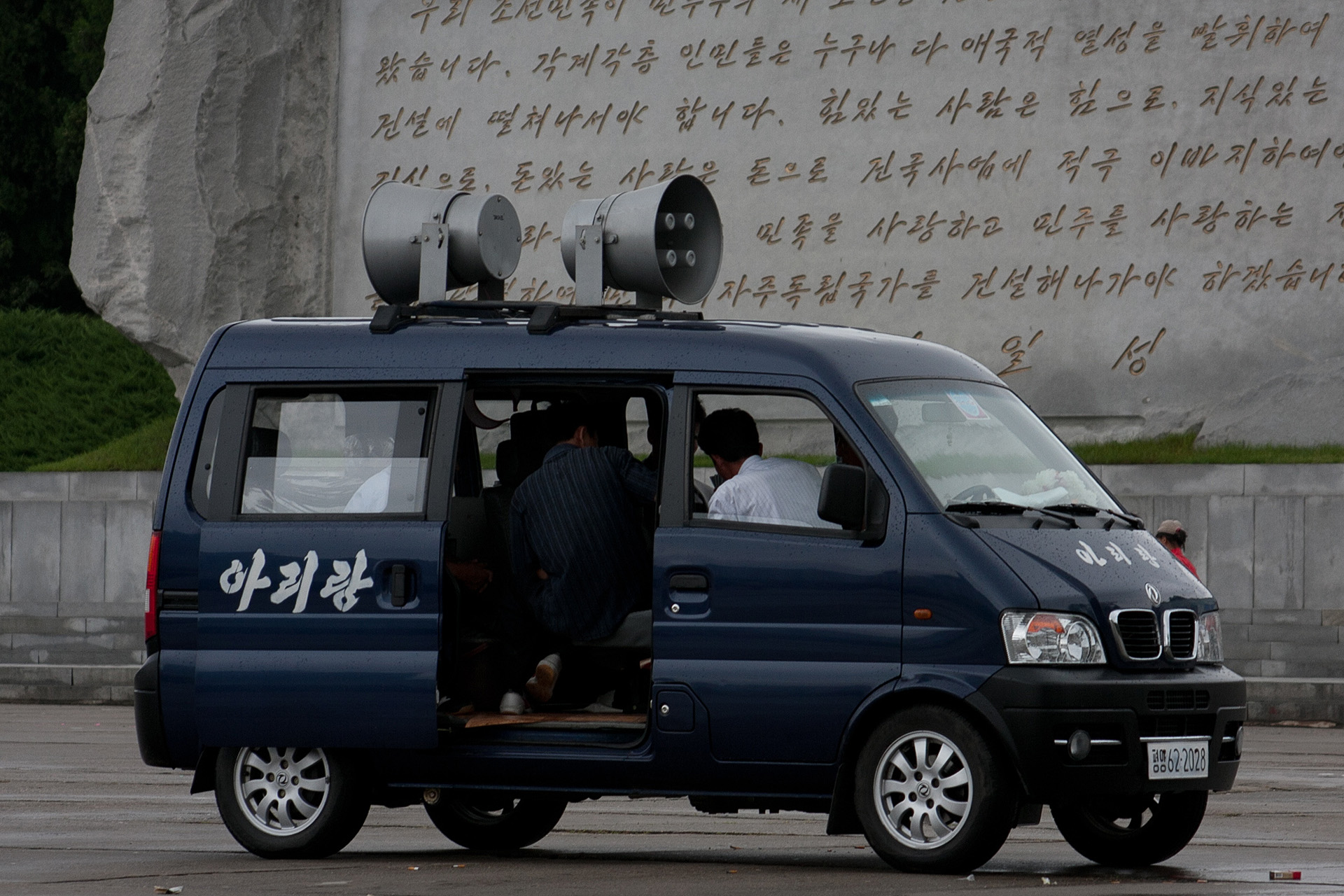
Coche de propaganda en Corea del Norte
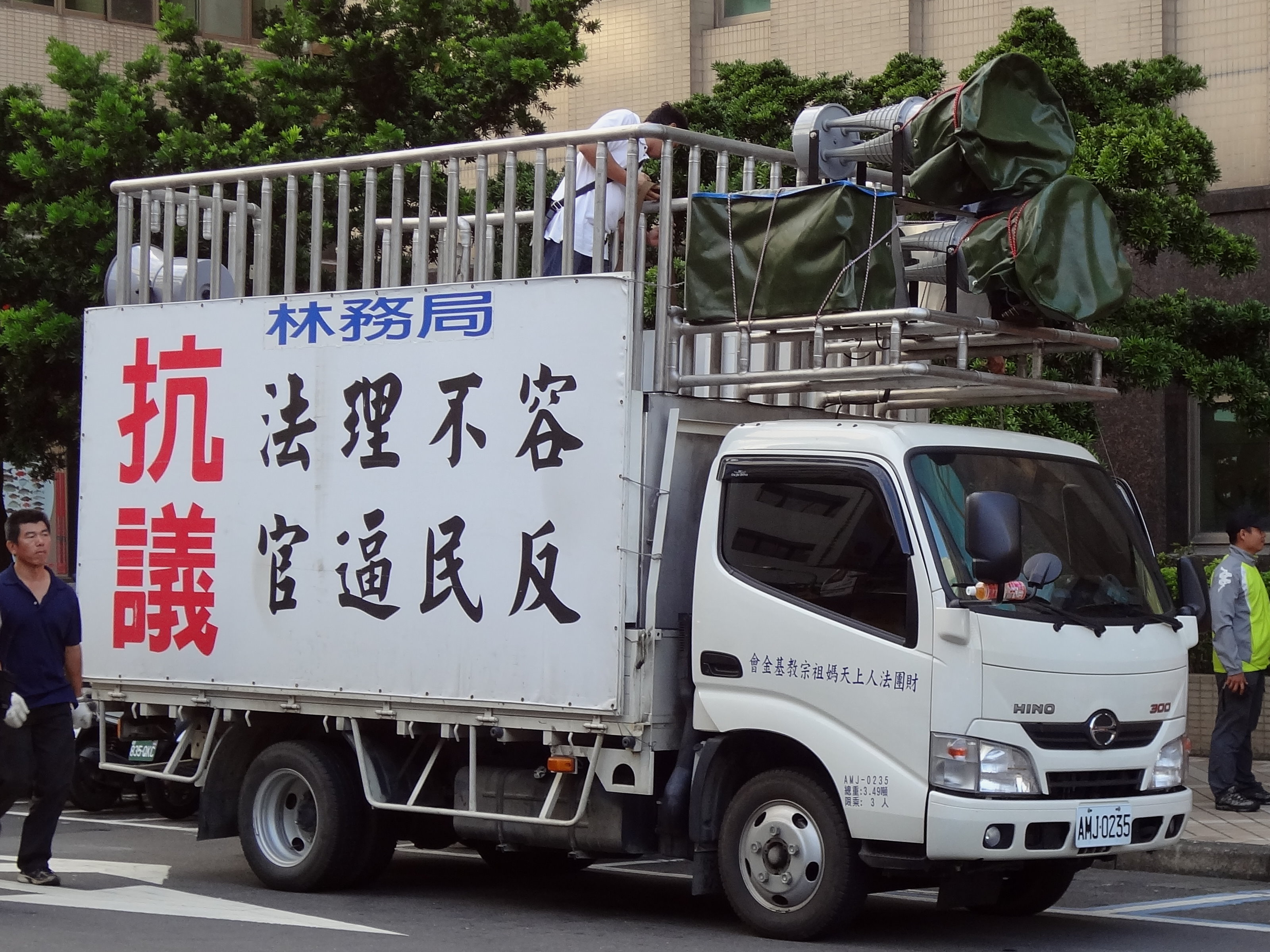
Camión con altavoces en Taiwan
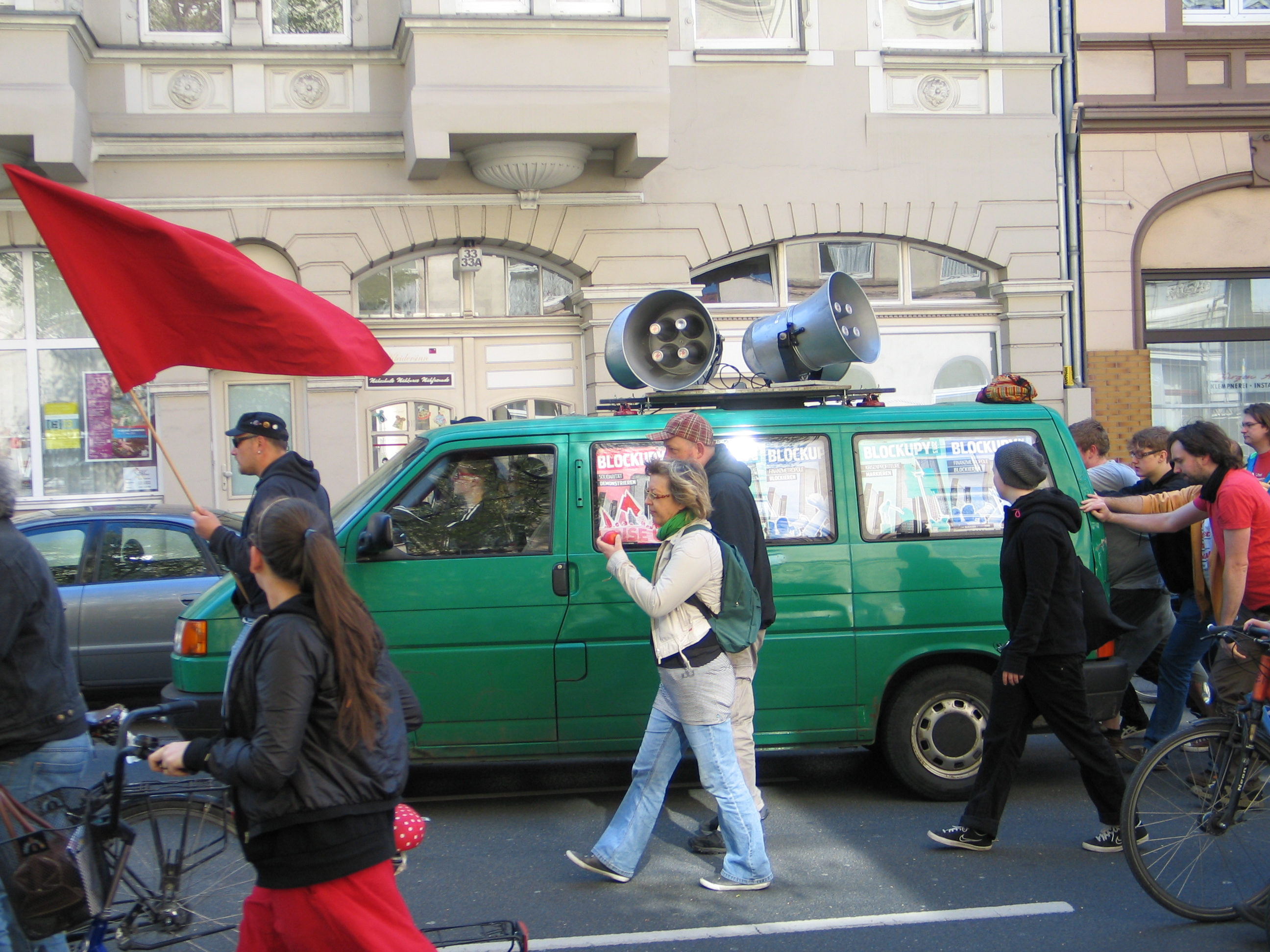
Camioneta sonora en Hannover durante el 1 de Mayo
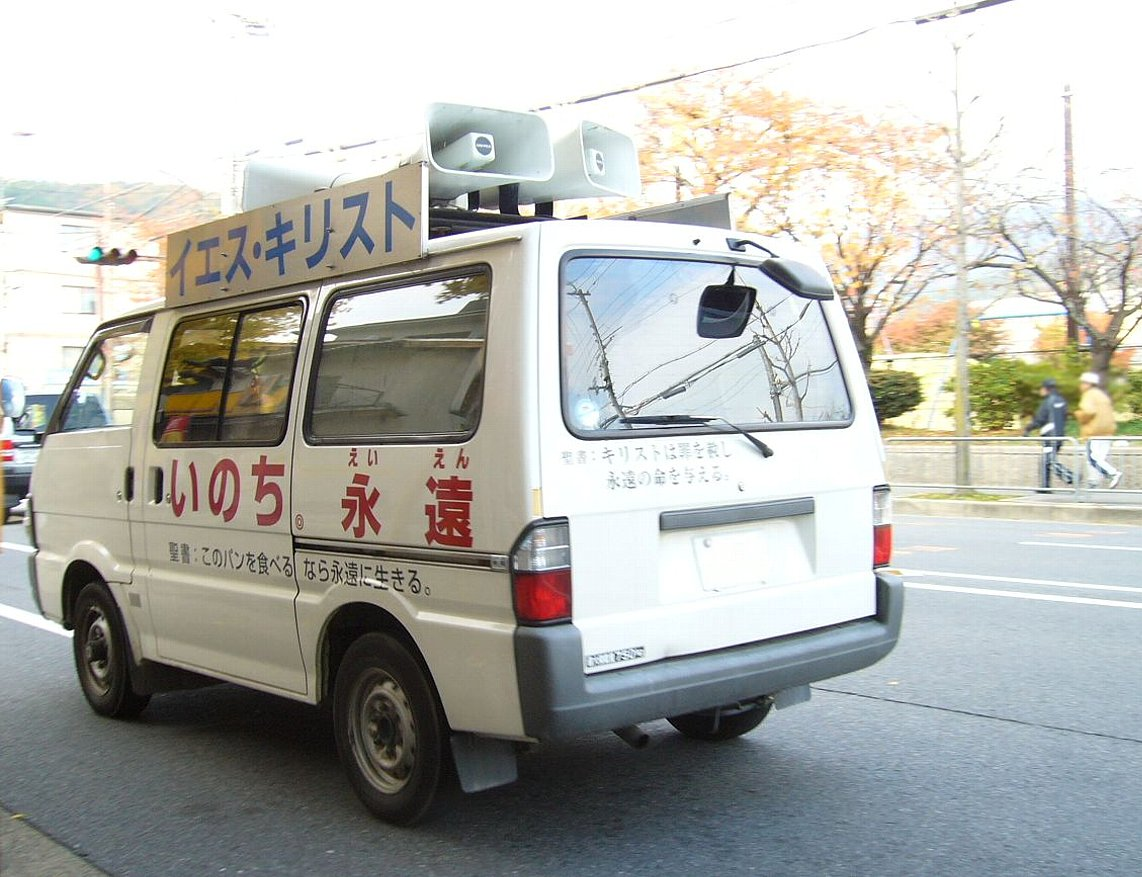
Furgoneta con altavoces en Japón
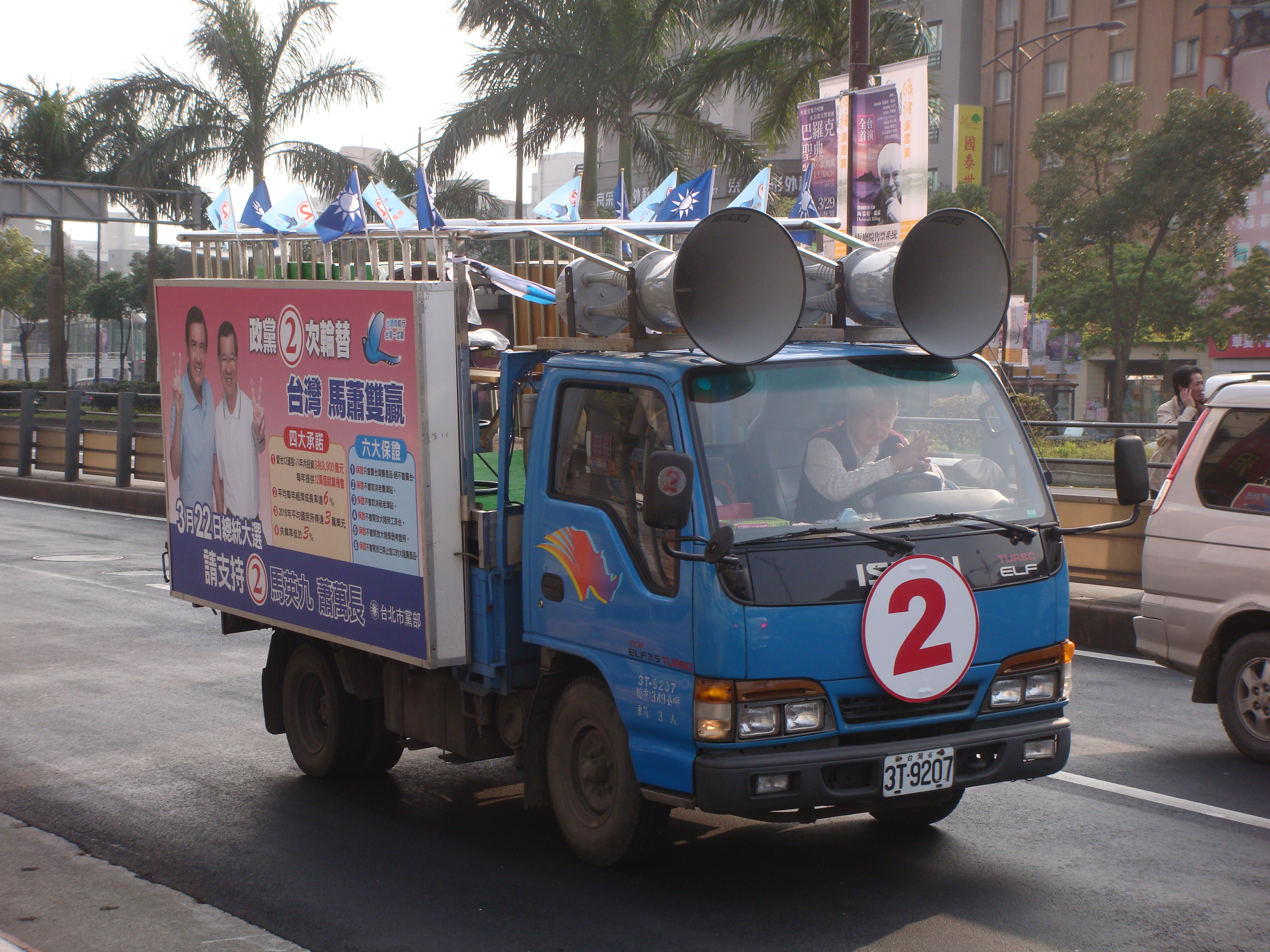
Camioneta publicitaria en las elecciones presidenciales chinas en 2008